# Mutação de novo
Uma mutação de novo é qualquer mutação ou alteração no genoma de qualquer organismo (humanos, animais, plantas, micróbios, etc.) que não foi herdada de seus pais. Este tipo de mutação surge espontaneamente durante o processo de replicação do DNA durante a divisão celular. As mutações de novo, por definição, estão presentes no indivíduo afetado, mas ausentes nos genomas de ambos os pais biológicos. Estas mutações podem ocorrer em qualquer célula da prole, mas aquelas na linha germinativa (óvulos ou espermatozoides) podem ser passadas para a próxima geração.
Na maioria dos casos, estas mutações têm pouco ou nenhum efeito sobre o organismo afetado devido à redundância e robustez do código genético. No entanto, em casos raros, elas podem ter efeitos notáveis e sérios na saúde geral, aparência física e outras características. Dentre os distúrbios mais comuns que envolvem mutações de novo estão a síndrome cri-du-chat, síndrome de deleção do 1p36, síndromes do câncer hereditário e certas formas de autismo, entre outros.

## Taxa
A taxa na qual as mutações de novo ocorrem não é estática e pode variar entre diferentes organismos e até mesmo entre indivíduos. Em humanos, o número médio de mutações espontâneas (não presentes nos pais) que um bebê tem em seu genoma é aproximadamente 43,86 mutações de novo (MDNs).
Vários fatores podem influenciar essa taxa. Por exemplo, um estudo realizado em setembro de 2019 pela Universidade de Utah Health revelou que certas famílias têm uma taxa de mutação espontânea maior do que a média. Este achado indica que a taxa de mutação de novo pode ter um componente hereditário.
Além disso, a idade dos pais, particularmente a idade paterna, pode impactar significativamente a taxa de mutações de novo. Pais mais velhos, principalmente o homem, tendem a ter um risco maior de ter filhos com mutações de novo devido ao maior número de divisões celulares na linha germinativa masculina à medida que os homens envelhecem.

## Papel na evolução
As mutações de novo desempenham papel crucial na evolução, fornecendo novas variações genéticas sobre as quais a seleção natural pode agir. Elas servem como uma fonte primária de diversidade genética, permitindo que as espécies se adaptem a ambientes em constante mudança ao longo do tempo.